# غزاني تاج محمد
غزاني تاج محمد (بالفارسية: گزانی تاج محمد) هي قرية تقع في منطقة بولان في إيران. يقدر عدد سكانها بـ 404 نسمة بحسب إحصاء 2016.